# 庫班河畔斯拉維揚斯克
45°15′N 38°07′E / 45.250°N 38.117°E
庫班河畔斯拉維揚斯克（羅馬化：Slavyansk-na-Kubani）是俄羅斯克拉斯諾達爾邊疆區的一個城市，位於庫班河三角洲上。2002年人口64,136人。
原來由熱那亞人建立，後被廢棄。1747年由克里米亞汗國重建。沙俄佔領後哥薩克人進駐。1865年改名為斯拉維揚斯克。1965年為避免與烏克蘭同名城市重名而改為現名。